# Stewart Grand Prix
Stewart Grand Prix was het Formule 1 team van oud-formule 1 coureur Jackie Stewart en zijn zoon Paul Stewart. Het team was actief in de formule 1 van 1997 tot en met 1999.

## 1997
Met steun van Ford, verscheen Stewart GP aan de start van de Grand Prix van Australië met de coureurs Jan Magnussen en Rubens Barrichello. Het enige succes dat jaar werd behaald in de Grand Prix van Monaco, waar Barrichello als tweede eindigde. Magnussen finishte net buiten de punten op de zevende plaats. De rest van het seizoen zat het team bij de middenmoot, op het randje van punten. Het was een indrukwekkend eerste jaar, omdat de meeste teams moeite hebben in hun eerste jaar. Vanwege de onbetrouwbaarheid van de wagen werden slecht 8 races uitgereden.

## 1998
1998 was een moeilijk jaar voor het team. Magnussen scoorde pas tijdens de Grand Prix van Canada het eerste punt voor het team. Het team had moeite om punten te scoren en na een paar slechte resultaten werd Jan Magnussen vervangen door Jos Verstappen. De rijderswissel had niet het gewenste effect, want Verstappen scoorde tijdens de rest van het seizoen geen enkel punt meer.

## 1999
Voor het seizoen 1999 werd Jos Verstappen vervangen door Johnny Herbert. Ford met een nieuwe motor, en die zorgde meteen voor een goede kwalificatie tijdens de Grand Prix van Australië. Beide wagens raakten echter oververhit op de startgrid en vielen uit. Het hele seizoen was het team competitief, met als hoogtepunt de Grand Prix van Europa die Johnny Herbert wist te winnen en waar Rubens Barrichello als derde eindigde. Stewart eindigde het seizoen als vierde in het constructeurskampioenschap. De laatste race van Stewart Grand Prix was de Grand Prix van Japan, 1999. Na dit seizoen werd Stewart Grand Prix overgenomen door Jaguar Racing, dat eind 2004 zelf werd overgenomen door Red Bull Racing.

## Resultaten
| Kleur  | Resultaat                              |
| ------ | -------------------------------------- |
| Goud   | Winnaar                                |
| Zilver | Tweede plaats                          |
| Brons  | Derde plaats                           |
| Groen  | Gefinisht (punten behaald)             |
| Blauw  | Gefinisht (geen punten behaald)        |
| Blauw  | Niet geklasseerd (NC)                  |
| Paars  | Uitgevallen (DNF)                      |
| Rood   | Niet gekwalificeerd (DNQ)              |
| Zwart  | Gediskwalificeerd (DSQ)                |
| Wit    | Niet gestart (DNS)                     |
| Blanco | Gewond (INJ)                           |
| Blanco | Uitgesloten (EX)                       |
| Blanco | Teruggetrokken (WD) / Niet deelgenomen |
| P      | Poleposition                           |
| S      | Snelste ronde                          |

| Jaar | Chassis      | Motor    | Banden | Coureurs           | 1   | 2   | 3   | 4   | 5   | 6   | 7   | 8   | 9   | 10  | 11  | 12  | 13  | 14  | 15  | 16  | 17  | Punten | WK-plaats |
| ---- | ------------ | -------- | ------ | ------------------ | --- | --- | --- | --- | --- | --- | --- | --- | --- | --- | --- | --- | --- | --- | --- | --- | --- | ------ | --------- |
| 1997 | Stewart SF01 | Ford V10 | B      |                    | AUS | BRA | ARG | SMR | MON | ESP | CAN | FRA | GBR | GER | HUN | BEL | ITA | AUT | LUX | JPN | EUR | 6      | 9e        |
| 1997 | Stewart SF01 | Ford V10 | B      | Rubens Barrichello | DNF | DNF | DNF | DNF | 2   | DNF | DNF | DNF | DNF | DNF | DNF | DNF | 13  | 14  | DNF | DNF | DNF | 6      | 9e        |
| 1997 | Stewart SF01 | Ford V10 | B      | Jan Magnussen      | DNF | DNF | 10  | DNF | 7   | 13  | DNF | DNF | DNF | DNF | DNF | 12  | DNF | DNF | DNF | DNF | 9   | 6      | 9e        |
| 1998 | Stewart SF02 | Ford V10 | B      |                    | AUS | BRA | ARG | SMR | ESP | MON | CAN | FRA | GBR | AUT | GER | HUN | BEL | ITA | LUX | JPN |     | 5      | 8e        |
| 1998 | Stewart SF02 | Ford V10 | B      | Rubens Barrichello | DNF | DNF | 10  | DNF | 5   | DNF | 5   | 10  | DNF | DNF | DNF | DNF | DNF | 10  | 11  | DNF |     | 5      | 8e        |
| 1998 | Stewart SF02 | Ford V10 | B      | Jan Magnussen      | DNF | 10  | DNF | DNF | 12  | DNF | 6   |     |     |     |     |     |     |     |     |     |     | 5      | 8e        |
| 1998 | Stewart SF02 | Ford V10 | B      | Jos Verstappen     |     |     |     |     |     |     |     | 12  | DNF | DNF | DNF | 13  | DNF | DNF | 13  | DNF |     | 5      | 8e        |
| 1999 | Stewart SF3  | Ford V10 | B      |                    | AUS | BRA | SMR | MON | ESP | CAN | FRA | GBR | AUT | GER | HUN | BEL | ITA | EUR | MAL | JPN |     | 36     | 4e        |
| 1999 | Stewart SF3  | Ford V10 | B      | Rubens Barrichello | 5   | DNF | 3   | 9   | DSQ | DNF | 3   | 8   | DNF | DNF | 5   | 10  | 4   | 3   | 5   | 8   |     | 36     | 4e        |
| 1999 | Stewart SF3  | Ford V10 | B      | Johnny Herbert     | DNS | DNF | 10  | DNF | DNF | 5   | DNF | 12  | 14  | 11  | 11  | DNF | DNF | 1   | 4   | 7   |     | 36     | 4e        |